# (35723) 1999 FT42
1999 FT42 (asteroide 35723) é um asteroide da cintura principal. Possui uma excentricidade de 0.16614390 e uma inclinação de 4.71438º.
Este asteroide foi descoberto no dia 20 de março de 1999 por LINEAR em Socorro.